# Terry Sykes
Pour les articles homonymes, voir Terry.
 Terry Sykes, né à Colfax, Louisiane, est un joueur de basket-ball américain.

## Biographie
Après une carrière universitaire avec les Grambling State Tigers, il est sélectionné en trente-septième position lors de la Draft 1978 de la NBA par les Bullets de Washington. Toutefois, il ne joue aucun match en National Basketball Association (NBA).